# Агустіне Ліманто
Агустіне Ліманто (нар. 4 серпня 1978) — колишня індонезійська тенісистка.
Найвищу одиночну позицію світового рейтингу — 580 місце досягла 9 Oct 1995, парну — 429 місце — 20 Nov 1995 року.
Здобула 1 парний титул туру ITF.

## Фінали ITF

### Парний розряд: 2 (1–1)
| Результат | Ранг | Дата          | Турнір                           | Покриття | Партнерка            | Суперниці                             | Рахунок       |
| --------- | ---- | ------------- | -------------------------------- | -------- | -------------------- | ------------------------------------- | ------------- |
| Перемога  | 1.   | квітень 1995  | Джакарта, Індонезія              | Тверде   | Вероніка Відьядгарма | Kim Soon-nam Kim Ih-sook              | 4–6, 6–3, 6–4 |
| Поразка   | .    | вересень 1995 | Самутпракан (провінція), Таїланд | Тверде   | Вероніка Відьядгарма | Бенджамас Сангарам Тамарін Танасугарн | 5–7, 6–1, 4–6 |